# جيه. في. أوسبنسكي
جيه. في. أوسبنسكي (بالإنجليزية: J. V. Uspensky)‏ (و. 1883 – 1947 م) هو رياضياتي، وأستاذ جامعي من الولايات المتحدة، والاتحاد السوفيتي، والإمبراطورية الروسية، ولد في أولان باتور، كان عضوًا في الأكاديمية الروسية للعلوم، توفي في سان فرانسيسكو، عن عمر يناهز 64 عاماً.